# Rolandas Paksas
Rolandas Paksas GColIH (10 de junho de 1956) é um engenheiro e político lituano. Foi presidente da Lituânia, de 26 de fevereiro de 2003 até o seu impeachment em 12 de julho de 2004. Foi o primeiro chefe de estado da Europa a sofrer impeachment.
Foi também primeiro-ministro da Lituânia.
A 29 de Maio de 2003 recebeu o Grande-Colar da Ordem do Infante D. Henrique de Portugal.